# Ordre de Saint-Stanislas
Ne doit pas être confondu avec Ordre de Saint-Stanislas (Russie impériale).
L’ordre de Saint-Stanislas (en polonais : Order Świętego Stanisława Biskupa Męczennika) est un ordre honorifique polonais, puis russe, créé en 1765 par le roi Stanislas Auguste Poniatowski et disparu avec la chute de Nicolas II de Russie, en 1917. Toutefois, le gouvernement provisoire russe a également décerné cet ordre, dans une version légèrement modifiée.
C'est aujourd'hui un ordre dynastique de la maison Romanov.

## Ordre polonais
L’ordre est créé le 7 mai 1765 par le roi Stanislas Auguste Poniatowski en l’honneur du saint patron de la Pologne  pour obtenir un soutien politique parmi les seigneurs du royaume. En 1772, la Pologne est partagée et l’Ordre est aboli.
En 1807, le duché de Varsovie est créé lors de la paix de Tilsit par Napoléon et le roi Frédéric-Auguste Ier de Saxe, allié de l'empereur et nouveau duc de Varsovie, rétablit l’ordre de Saint-Stanislas. 
En 1815, à la suite de la défaite de Napoléon, le congrès de Vienne décide le partage de l’ancien allié français. La Pologne est en grande partie annexée par la Russie impériale.
Il est généralement admis que l’ordre de Saint-Stanislas serait l’ancêtre de l’actuel ordre de la Polonia Restituta, créé en 1921.

## Personnalités distinguées par l’ordre
- Catégorie:Récipiendaire de l'ordre de Saint-Stanislas (polonais)

- Jan Potocki, (1761-1815), savant et écrivain polonais.
- Pierre-Maurice Glayre, (1743-1819), secrétaire particulier du roi Stanislas II de Pologne, secrétaire d'ambassade à Saint-Pétersbourg, décoré en 1771.
- Alexandre Albrecht (1788-1828), commandant de l'Armée impériale de Russie.
- Jan Maksymilian Fredro (1784-1845), général de brigade de l'armée polonaise du Royaume du Congrès, décoré pour son implication dans la guerre polono-russe de 1830-1831.